# Сегал, Лазарь
Лазарь Сегал (порт.  Lasar Segall, 21 июля 1891, Вильно, Российская империя — 2 августа 1957, Сан-Паулу) — бразильский живописец и график, скульптор.

## Биография и творчество
Родился в еврейской семье, отец — переписчик Торы. В 15 лет приехал в Берлин, учился в Берлинской академии художеств (1906—1909), затем — в Императорской Академии художеств в Санкт-Петербурге. Недовольный академизмом преподавания, в 1910 уехал в Дрезден, преподавал в вечерней Академии художеств. Познакомился с Отто Диксом и Джорджем Гросом, сблизился с группой Свободный сецессион, затем с группой Мост, а впоследствии с объединением Дрезденский сецессион. Выпустил несколько книг со своими гравюрами, выставлялся вместе с немецкими экспрессионистами.
В 1923 году вернулся в Бразилию. Получил бразильское гражданство. Живопись и графика этого периода, нередко передающая образ жизни маргинальных групп, атмосферу психиатрических клиник, кварталов красных фонарей и т. п., близка к кубизму. Вместе с другими бразильскими художниками-авангардистами (Анита Малфатти, Тарсила ду Амарал, Кандиду Портинари, Эмилиану Ди Кавалканти, Освалд де Андраде) принимал самое активное участие в Неделях современного искусства, сформировал движение бразильского модернизма. Постоянно бывал во Франции и Германии, поддерживал тесные отношения с авангардистскими художественными кругами. Организовал Общество развития современного искусства (порт. Sociedade Pró-Arte Moderna, SPAM), участвовал в двух его коллективных выставках. Общество распалось под действием внутренних конфликтов, постоянным источником которых была интегралистская фракция, сближавшаяся с фашизмом и отличавшаяся крайним антисемитизмом. Работы Сегала последних десятилетий жизни отмечены обострением основных конфликтных тем, составлявших основу его творчества (эмиграция, нетерпимость, насилие, страдание).

## Наследие
В 1967 году дом Лазаря Сегала был превращен в музей его работ вместе с некоммерческим культурным центром и художественной школой, высоко авторитетными в Сан-Паулу.